# Morr Music
Morr Music is een onafhankelijk platenlabel uit Berlijn, Duitsland, opgericht in 1999 door de Duitser Thomas Morr. De meeste muziek valt onder de genres IDM, elektronica en dreampop.

## Bands
- The Go Find
- Múm